# Oposispa
Oposispa is een geslacht van kevers uit de familie bladkevers (Chrysomelidae).
De wetenschappelijke naam van het geslacht werd in 1939 gepubliceerd door Uhmann.

## Soorten
- Oposispa scheelei Uhmann, 1939